# Thyrocopa kanaloa
Thyrocopa kanaloa là một loài bướm đêm thuộc họ Oecophoridae. Nó là loài đặc hữu của Kahoolawe.
Chiều dài cánh trước là 7–8 mm. Con trưởng thành bay ít nhất vào tháng 10.